# 中一弥
中 一弥（なか かずや、1911年1月29日 - 2015年10月27日）は、日本の挿絵画家。本名は中 福寿（なか ふくじゅ）。

## 人物
大阪府北河内郡大和田村（現在の門真市）出身。
山本周五郎、藤沢周平、海音寺潮五郎、池波正太郎、山手樹一郎、野村胡堂などの作品、主に時代小説の挿絵画家として多くの作品を残す。小説家の逢坂剛は三男で、その作品の挿絵も手掛けていた。

## 年譜
小学生の時、栄養失調により右目を失明。
1927年、挿絵画家の小田富弥に入門。1929年、小田富弥の推薦で直木三十五の新聞連載小説「本朝野士縁起」の挿絵を描きデビュー。
1971年、第6回長谷川伸賞受賞。1993年、第41回菊池寛賞受賞。1996年、勲四等瑞宝章受章。
2009年2月16日より連載された、朝日新聞全国版の朝刊小説「麗しき花実」（乙川優三郎作）の挿絵を担当する。主人公の蒔絵師「理野」のイメージとして、ZARDの坂井泉水をモデルとした、と朝日新聞全国版2009年2月19日付「ひと」欄において述べている。「理野を描く時は、いつも泉水さんのことが頭にある。写真を見て憂いを含む顔に心引かれまして。」と記事には掲載された。
2014年、第48回吉川英治文化賞を受賞。
2015年10月27日、津市内の病院で肺炎のため死去。104歳没。